# Göritzer Fließ
Das Göritzer Fließ ist ein Meliorationsgraben und orographisch rechter Zufluss des Südumfluters (und damit der Spree) im Landkreis Oberspreewald-Lausitz in Brandenburg.

## Verlauf
Das Fließ entspringt in der Calauer Schweiz und dort südwestlich des Stadtzentrums von Calau wiederum südwestlich des Gemeindeteils Cabel (zum Ortsteil Werchow gehörig). Von dort verläuft das Fließ vorzugsweise in nordöstlicher Richtung und passiert südlich den Gemeindeteil Cabel. Dort fließt von Süden ein weiterer Strang zu. Das Fließ verläuft weiterhin in nordöstlicher Richtung und erreicht Werchow. Dort fließt von Süden Wasser aus dem Lugteich sowie weiteres Wasser aus dem Goldborn zu, der wasserreichsten Quelle der Niederlausitz. Das Fließ passiert westlich den weiteren Gemeindeteil Plieskendorf, unterquert die Bahnstrecke Halle–Cottbus und fließt südöstlich am Wohnplatz Vollsacksmühle vorbei in das Stadtgebiet.
Wenige Meter vor der Unterquerung der Karl-Marx-Straße fließt von Osten kommend die Riesno zu. Das Fließ erreicht den Wohnplatz Altnau. Nördlich der Wohnbebauung führt von Westen kommend der Calau-Saßlebener Abwassergraben zu. Das Fließ unterquert die Bahnstrecke Lübbenau–Kamenz und erreicht den Calauer Ortsteil Saßleben. Dort besteht eine Verbindung zum südöstlich gelegenen Inselteich. Das Fließ schwenkt anschließend in nordnordöstliche Richtung und verläuft parallel zur Landstraße 54. Es wird in diesem Bereich auch Göritzer Mühlenfließ genannt, durchfließt ein Waldgebiet und erreicht die Gemarkung der Stadt Vetschau/Spreewald.
Dort durchquert es den Ortsteil Koßwig; von Westen führt der Kalkwitz-Koßwiger Graben zu. Anschließend schwenkt das Fließ in nordöstliche Richtung und passiert den nördlich gelegenen Wohnplatz Belten. Es unterquert die Bundesautobahn 15, die Landstraße 49 und schwenkt hinter dem Wohnplatz Göritzer Mühle in nördliche Richtung. Das Fließ erreicht den Ortsteil Raddusch und entwässert über die Radduscher Kahnfahrt am Wohnplatz Radduscher Kaupen in den Südumfluter.